# Sansevieria ehrenbergii
Sansevieria ehrenbergii là một loài thực vật có hoa trong họ Măng tây. Loài này được Schweinf. ex Baker miêu tả khoa học đầu tiên năm 1875.

## Hình ảnh

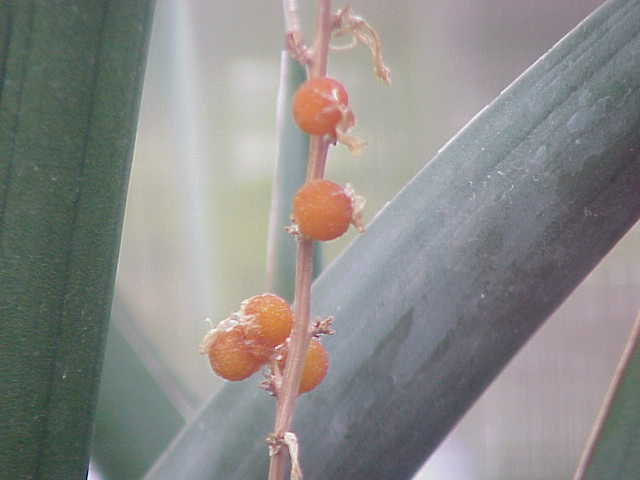
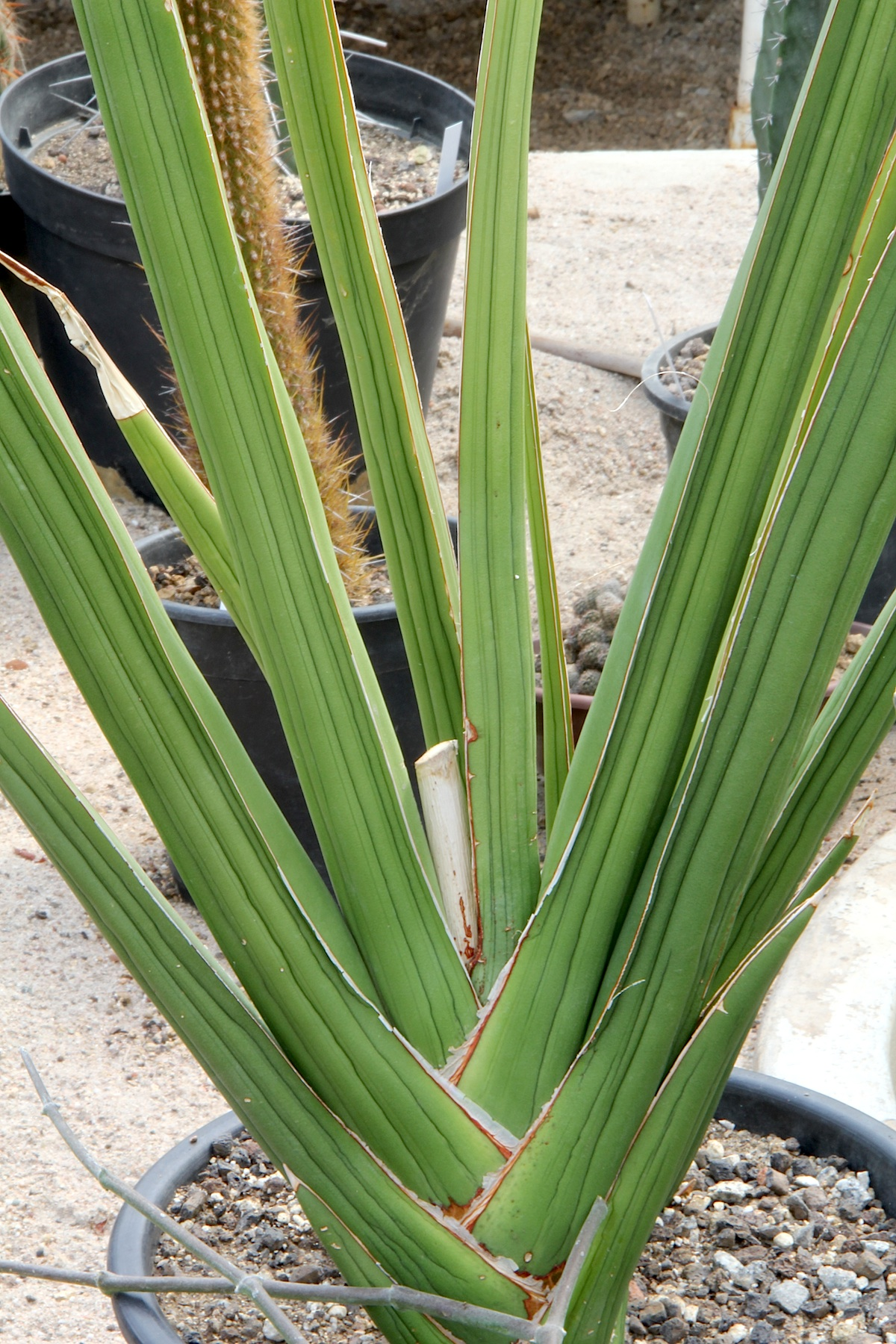
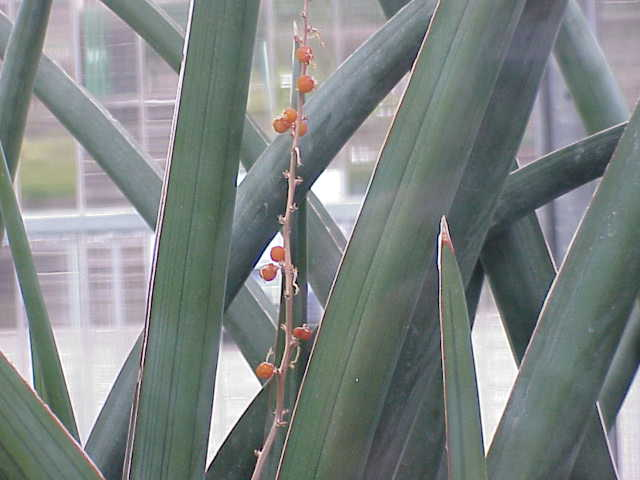
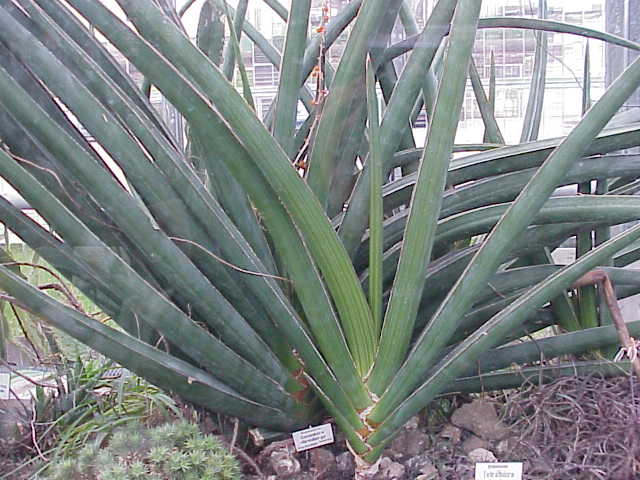